# ماي لويز كولز
ماي لويز كولز (بالإنجليزية: May Louise Cowles)‏ هي اقتصادية أمريكية، ولدت في 25 سبتمبر 1892 في Sibley, Kansas ‏ في الولايات المتحدة، وتوفيت في 11 يناير 1978 في ماديسون في الولايات المتحدة.